# HMS Liverpool (C11)
L'HMS Liverpool, que porta el nom de la ciutat portuària de Liverpool al nord-oest d'Anglaterra, va ser un creuer lleuger de classe Town de la Royal Navy en servei des de 1938 fins a 1952.
Durant la Segona Guerra Mundial, el Liverpool va guanyar quatre honors de batalla i va ser greument danyat en dos atacs dels torpediners italians . El creuer va operar de manera diversa amb les estacions navals de les Índies Orientals i la Xina i amb les flotes Mediterrània i Nacional. Mentre va ser assignat com a vaixell insígnia a l'estació de la Xina el gener de 1940, el creuer va provocar un incident diplomàtic amb el Japó quan va interceptar el transatlàntic Asama Maru davant de la costa del Japó. El Liverpool va participar en les batalles del comboi Espero i Calàbria, els Combois àrtics i l'operació Arpó durant els Combois de Malta. El 14 de juny de 1942, durant l'operació Arpó, el Liverpool va patir un atac aeri i va haver de sotmetre's a reparacions i reacondicionaments a Rosyth, Escòcia, durant la resta de la guerra.
El Liverpool va tornar al servei el 1945 i va ser assignat com a vaixell insígnia de la flota mediterrània. A principis de la dècada de 1950, el creuer va ser destinat a Port Said per donar suport a l'Administració britànica de la Zona del Canal de Suez, quan la guerrilla egípcia va fer campanya contra ell. El creuer es va donar de baixa el 1952 en un moment en què la Royal Navy es va reduir ràpidament. El Liverpool va ser desballestat el 1958 a Rosyth.

## Disseny i descripció
Els creuers lleugers de la classe Town van ser dissenyats com a comptadors dels creuers japonesos de la classe Mogami construïts durant la dècada de 1930 i el segon lot de tres vaixells es va ampliar, amb els motors més potents i el feix més ampli de tots els creuers de la Royal Navy posteriors a 1927, per mantenir velocitat i estabilitat amb el pes d'un segon director principal d'angle baix (2) T284 LADCT, per donar control de foc de dos canals de les torretes de sis polzades que permeten, enganxar simultàniament amb objectius de superfície davant i darrere dels creuers i donar un segon nivell. d'armadura de coberta sobre la part superior de la caixa de blindatge al voltant dels quatre carregadors principals (A l'HMS Gloucester i el tercer grup "Belfast", el cinturó d'armadura de coberta addicional també s'estenia més sobre els motors). El Liverpool va desplaçar 9.394 tones llargues (9.545 t) amb càrrega estàndard i 11.930 tones llargues (12.120 t) amb càrrega profunda . El vaixell tenia una eslora total de 591 peus (180,1 m), una mànega de 64 peus 10 polzades (19,8 m) i un calat de 20 peus 7 polzades (6,3 m). Estava impulsada per quatre turbines de vapor Parsons, cadascuna impulsava un eix, que desenvolupaven un total de 82.500 cavalls de potència (61.500 kW) i donaven una velocitat màxima de 32,3 nusos (59,8 km/h; 37,2 mph). El Liverpool també va muntar una catapulta amb tres Supermarine Walrus. El vapor per a les turbines era proporcionat per quatre calderes de 3 tambors Admiralty. El vaixell transportava un màxim de 2.075 tones llargues (2.108 t) de fuel, la qual cosa li donava una autonomia de 6.000 milles nàutiques (11.110 km; 6.900 milles) a 14 nusos (26 km/h; 16 mph). El complement del vaixell era d'entre 800 i 850 oficials, sotsoficials i marineria.
Els vaixells de la classe Town van muntar dotze canons Mk XXIII BL de sis polzades (152 mm) en quatre torretes de tres canons. Les torretes van ser designades "A", "B", "X" i "Y" de davant a darrere. El seu armament secundari consistia en vuit canons Mk XVI QF de quatre polzades (102 mm) de doble propòsit en muntatges dobles. El seu armament antiaeri lleuger consistia en un parell de muntatges quàdruples per al canó AA ("pom-pom") de dues lliures (40 mm) i dos muntatges quàdruples per a metralladores Vickers .50. Els vaixells portaven dos muntatges triples per sobre de l'aigua de tubs de torpedes triples de 533mm.
El vaixell no tenia un cinturó de blindatge de línia de flotació de longitud completa . Els laterals de les sales de calderes i màquines del Liverpool i els laterals de les santabàrbares estaven protegits per 4,5 polzades (114 mm) de blindatge. La part superior dels dipòsits i els espais de màquines estaven protegits per 2 polzades (51 mm) de blindatge. El blindatge que protegia les torretes principals dels canons tenia un gruix de 2 a 4 polzades.

## Història

### Comissió (1935–1939)
Vegeu també: Creuer classe Town (1936)
Adquirit com a resposta a les classes de creuers lleugers Brooklyn estatunidenc i Mogami japonès, la classe Town constava de tres variants per a un total de 10 vaixells. Aquests vaixells estaven destinats a les funcions de la flota més que a la protecció comercial, per a la qual havien estat dissenyats els seus predecessors. La classe va representar una millora significativa en l'armament i el blindatge, la qual cosa va proporcionar una protecció raonable contra projeccions de 8 polzades (200 mm). El seu armament principal de dotze canons de 6 polzades (150 mm) en torretes triples, en comparació amb els vuit i sis canons que posseïen les classes Leander i Arethusa anteriors, encara s'adhereixen a les limitacions del Tractat Naval de Londres. El Liverpool es va convertir en un dels tres creuers de classe Town —amb el Gloucester i el Manchester— encarregats d'un disseny lleugerament revisat anomenat Liverpool, el Liverpool o subclasse tipus II. El segon grup va mantenir una configuració gairebé idèntica, diferenciada només per una biga ampliada a 62,4 peus (19,0 m) (en comparació amb la biga de Southampton de 61,8 peus (18,8 m)), un pont redissenyat i equips de control de foc millorats.
Ordenada segons les estimacions de 1935 la quilla del Liverpool va ser posada a Govan el 17 de febrer de 1936 i avarat el 24 de març de 1937 per Priscilla Norman, esposa del governador del Banc d'Anglaterra Montagu Norman. El Liverpool es va convertir en el primer creuer avarat a la drassana Fairfield des de la classe County Norfolk. Després de ser posat en servei a la marina el 2 de novembre de 1938, el Liverpool va ser destinat a l'Estació de les Índies Orientals sota el comandament del capità A.D. Read. Abans del desplegament, el creuer va visitar el seu port homònim el gener de 1939. L'Oficina de Servei de la Dona del Liverpool va lliurar al creuer una bandera de la Unió i una Ensenya blanca, mentre que la Corporation de la ciutat va donar a la tripulació "tres parells de canelobres, una copa de plata, i dues cornetes". La tripulació del El Liverpool ja havia rebut una campana i una placa de plata originalment en poder del seu predecessor.

### Estacions de les Índies Orientals i la Xina (1939–1940)
Abans d'arribar a les Índies Orientals, el Liverpool es va preparar per al desplegament a la Mediterrània durant dos mesos i va fer corregir els defectes del motor. Al començament de la Segona Guerra Mundial, el Liverpool va formar part del 4t Esquadró de Creuers, que va deixar al novembre per traslladar-se al 5è Esquadró de Creuers, Estació de la Xina. Mentre formava part de l'estació, el creuer es va veure involucrat en un incident diplomàtic quan va interceptar el vaixell de passatgers japonès Asama Maru el 21 de gener de 1940. Alertat dels informes que els mariners alemanys als Estats Units havia organitzat el transport a Alemanya, el govern britànic va autoritzar el comandant en cap de l'estació a ordenar que un vaixell de guerra abordés l'Asama Maru i detingués passatgers sospitosos, sempre que el procediment no es produís a la vista de la costa del Japó. només 35 milles (56 km) a l'est de Niijima, davant d'Honshū, el Liverpool va localitzar el transatlàntic i va treure 21 dels passatgers del vaixell, que els britànics creien que eren supervivents del vaixell alemany enfonsat SS Columbus. L'Asama Maru havia arribat tard i s'havia desviat del seu rumb esperat, la qual cosa va necessitar una operació molt més a prop de la costa del Japó.

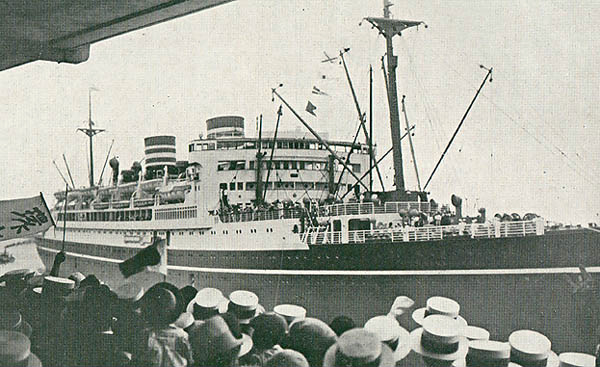
L'Asama Maru, vers 1931

El Liverpool va llançar un tret d'advertència davant de la proa de l'Asama Maru per obligar el transatlàntic a aturar-se, després va desplegar 12 homes per dur a terme la recerca. Quatre dies després de l'incident, la línia NYK va acomiadar el capità Watanabe, sota el pretext de jubilació, acusant-lo de "mala conducta". El govern del Japó va condemnar l'operació com un abús dels drets bel·ligerants i va protestar formalment per l'acció, la qual cosa va augmentar encara més les tensions entre els dos països. Els governs japonès i britànic van intentar desactivar la disputa mitjançant la negociació, i el 5 de febrer, els dos països van acceptar una proposta que implicava l'alliberament de nou alemanys a canvi que el Japó es comprometés a negar als ciutadans alemanys en edat militar l'accés als seus vaixells. A la història oficial de la guerra d'Austràlia, es deia que el més gran dels nou alemanys, el capità Groth, va comentar durant el seu pas al Japó a bord del creuer mercant armat HMAS Kanimbla que l'operació havia estat "una excel·lent obra, i una acció que dissuadiria la resta de les tripulacions alemanyes encara als Estats Units, uns 1.000 homes, de fer el pas".
A l'abril, el Liverpool es va convertir en el vaixell insígnia de la Força del Mar Roig del contraalmirall Arthur Murray, que es va formar amb el creuer australià HMAS Hobart. La Força del Mar Roig tenia la intenció d'ajudar a executar l'estratègia naval a la zona realitzant una varietat de tasques, com ara patrulles i l'aplicació del bloqueig en cas de guerra amb Itàlia. Mentre estava a la zona, el Liverpool va escortar un comboi que transportava contingents des de l'exèrcit australià a Suez. Quan es va ordenar al Mediterrani al juny, el Liverpool va renunciar a la seva condició de vaixell insígnia amb el trasllat de l'almirall Murray al creuer neozelandès HMNZS Leander a Port Sudan. Per acollir l'almirall i el seu estat major, el Leander va transferir tres oficials i set sotsoficials al Liverpool.

### Primer torpedeig (1940–1941)

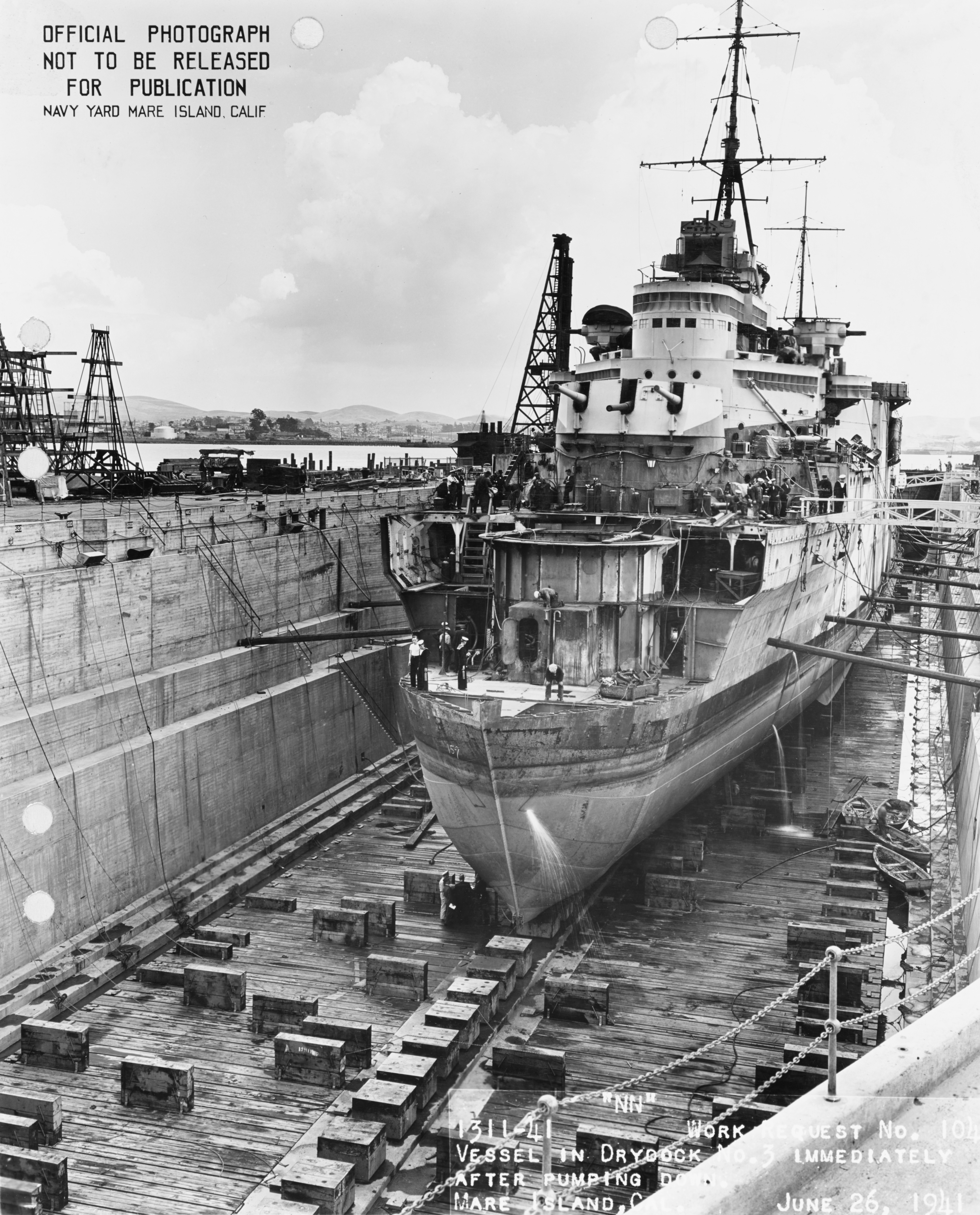
El HMS Liverpool en dic sec a Mare Island Naval Shipyard, 26 de juny de 1941. El vaixell està equipat amb una proa falsa provisional.

El Liverpool va formar part del 7è Esquadró de Creuers, convertint-se en un dels nou creuers que podia ser desplegat per la Flota del Mediterrani poc després que la Itàlia feixista entrés a la guerra. Va trobar per primera vegada vaixells italians a la costa de Líbia el 12 de juny de 1940 mentre bombardejaven posicions prop de Tobruk amb el Gloucester i quatre destructors. Els creuers van atacar cinc vaixells, inclòs l'obsolet creuer blindat San Giorgio, i van enfonsar el dragamines Giovanni Berta. El 28 de juny, un avió de patrulla britànic Short Sunderland va detectar tres destructors italians a l'oest de Zante. El 7è Esquadró de Creuers estava al mar en suport del comboi Operació MA.3 quan va canviar de rumb per enfrontar-se als destructors. El Liverpool els va albirar a 60 milles (97 km) al sud-oest del cap Matapan a les 18:30 i va obrir foc tres minuts més tard. L'acció posterior, duta a terme a un abast mínim d'uns 14.000 iardes (8,0 milles), va resultar en la destrucció del destructor italià Espero Els dos destructors supervivents van arribar a Bengasi amb els seus subministraments. El Liverpool va rebre danys lleugers en el compromís. La munició s'havia esgotat ràpidament per l'esquadró de creuers. Al tancament de l'acció, la tripulació del Liverpool gairebé havia gastat el contingut de les seves sales d'obusos, informant que a cada arma li quedaven 40 obusos. L'Almirallat va criticar la despesa de l'esquadró d'unes 5.000 cartutxos de 6 polzades (150 mm), que l'almirall Andrew Cunningham, comandant en cap de la Flota del Mediterrani, va atribuir a la seva inexperiència i la seva insistència a enfrontar-se als vaixells de guerra italians abans de la nit. No obstant això, l'ús d'un volum tan gran d'obusos va provocar la cancel·lació del MA.3, que havia englobat dos combois de l'illa assetjada de Malta.
La Flota Mediterrània va seguir MA.3 amb l'operació MA.5 a principis de juliol. Durant el transcurs del desplegament, l'almirall Cunningham va rebre informes d'una gran formació de vaixells de guerra italians i va canviar de rumb cap a Tàrent per interceptar-los. El 9 de juliol, les flotes es van trobar davant de Calàbria, en la primera gran batalla entre les armades aliades i italianes al teatre mediterrani. El El Liverpool i el Neptune van començar a disparar a les 15:22, vuit minuts després que els creuers italians comencessin el seu bombardeig a una distància de 23.600 iardes (13,4 milles). Després d'un intercanvi continu de foc, el cuirassat Warspite va colpejar el cuirassat italià Giulio Cesare a les 16:00, provocant la desvinculació de la flota italiana de la batalla. Els avions italians van atacar el Liverpool amb bombes el 12 de juliol mentre tornava a Alexandria, causant 3 víctimes mortals i ferits, inclòs el comandant del creuer. Més tard al juliol, el Liverpool va escortar el comboi AN.2 des d'Egipte en el seu camí cap als ports grecs de l'Egeu i el comboi AS.2 cap al sud des de l'Egeu. Aquest darrer comboi va ser atacat substancialment per avions italians el dia 29; el Liverpool va ser l'únic vaixell afectat quan una bomba sense explotar va penetrar en dues cobertes, matant un home. La víctima va ser el Fogoner de 1a Classe Patrick Leslie Harney, de 32 anys, de Stalybridge, Cheshire.
Quan les Forces Lleugeres del Mediterrani es van reestructurar a l'agost, el Liverpool va passar al 3r Esquadró de Creuers, agrupat amb el Gloucester i el Kent sota el comandament del contraalmirall Edward de Faye Renouf. El 28 de setembre, com a part de l'Operació MB.5, el Liverpool i el Gloucester es van dirigir a Malta, transportant reforços, aviadors i provisions de la RAF. Els creuers, breument protegits per una força formada pels cuirassats Valiant i Warspite ,El portaavions Illustrious amb els seus avions, els creuers Orion, York i l'australià HMAS Sydney, i 11 destructors, van patir atacs aeri repetits. Ambdós creuers es van separar més tard de la força naval i van arribar a l'illa el dia 30.

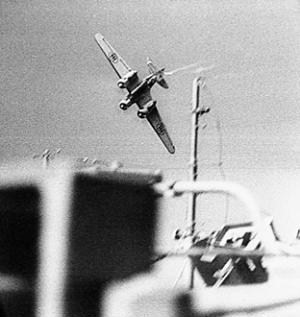
Un Savoia-Marchetti SM.79 atacant un comboi de Malta no identificat. El Liverpool va ser torpedinat dues vegades per aquest tipus d'avió.

La flota va tornar a sortir a la mar el 8 d'octubre amb la intenció de donar suport al comboi MF.3 de Malta i al comboi MF.4 amb destinació a Alexandria, alhora que buscava dissenyar una trobada amb els principals actius de la Marina italiana. Encara que l'almirall Cunningham no es va adonar del seu darrer objectiu, que es limitava a un enfrontament amb destructors italians, els combois van arribar als seus respectius destins. L'Illustrious va realitzar llavors operacions aèries contra instal·lacions italianes a l'illa de Leros. Mentre el Liverpool i altres escortes tornaven de la sortida el 14 d'octubre, els torpediners italians van atacar el creuer, causant danys considerables a la secció de proa i fent que s'alliberés combustible del tanc d'aviació. El Liverpool va ser torpedinat per un Savoia-Marchetti 278-6 pilotat pel Capitano Massimiliano Erasi. Segons el capità Read, tot i que la gasolina estava envoltada amb 70 tones d'aigua d'acord amb la normativa, el combustible va arribar a les cobertes i es va exposar a un curtcircuit elèctric. L'explosió posterior, a les 19:20, va comprometre seriosament l'estructura de proa del Liverpool, va embolicar el castell de proa en flames i va fer volar la torreta "A" desocupada.
La tripulació del Liverpool va preparar les balses Carley del creuer i altres embarcacions petites mentre els vaixells de guerra començaven a arribar al lloc dels fets. L'Orion, controlat pels creuers antiaeris Calcutta i Coventry, la va portar a remolc per popa. Mentre era remolcat el 15 d'octubre, la proa del Liverpool es va separar del casc. Més tard durant el dia, 12 dels mariners del creuer (inclòs un no identificable en aquell moment) van ser enterrats al mar Tres més van morir a la nit i van ser enterrats abans que els dos creuers arribessin al port d'Alexandria el 16 d'octubre. Les pèrdues del Liverpool en l'atac havien ascendit a 3 oficials i 27 tripulants morts i 35 tripulants ferits. El seu capità es va traslladar a finals d'octubre al cuirassat Ramillies; el seu successor va ser el comandant Welby. Segons el diari del guardiamarina William Hayes, el Liverpool, igual que els vaixells de guerra propers, havia estat advertit d'un atac imminent mitjançant un buscador de direcció de ràdio (RDF), però la qualificació de guàrdia sense experiència al seu lloc no ho va informar als seus superiors a causa d'una aparent confusió.
Com a part de les reparacions provisionals del vaixell, el Liverpool va fer construir i instal·lar una proa falsa provisional. Un cop capaç d'embarcar-se en un viatge perllongat, el Liverpool es va dirigir als Estats Units per reconstruir la seva proa a Mare Island Naval Shipyard a Vallejo, Califòrnia. La presència del vaixell no es revelaria fins al setembre, quan el Departament de la Marina dels Estats Units va publicar una llista que identificava 12 vaixells situats en diversos ports. A la drassana, el Liverpool va augmentar el seu armament antiaeri amb l'addició de nou canons Oerlikon de 20 mm. Va marxar al novembre cap a Gran Bretanya, principalment per tenir instal·lats sistemes de radar actualitzats.

### Segon torpedeig (1942–1945)
Després de tornar al servei actiu, el Liverpool es va subordinar al 18è Esquadró de creuers a Scapa Flow i es va desplegar en suport dels combois àrtics. Les condicions que van suportar els vaixells aliats durant els combois van resultar extremes, amb un clima glacial, tempestes de neu i atacs freqüents per part de la Luftwaffe i la Kriegsmarine. El Liverpool va arribar a l'Àrtida com a reemplaçament de l'avariat creuer Trinidad. El 12 d'abril de 1942 es va unir al Comboi QP 10, format per 16 vaixells mercants i cinc destructors, com a escorta en el seu viatge des de la península russa de Kola fins a Islàndia. El comboi va ser atacat repetidament per U-boats i avions durant tres dies. Quatre vaixells van ser enfonsats (dos dels quals es van enfonsar l'11 d'abril) i un va resultar danyat; el QP 10 va arribar a Reykjavík el dia 21.

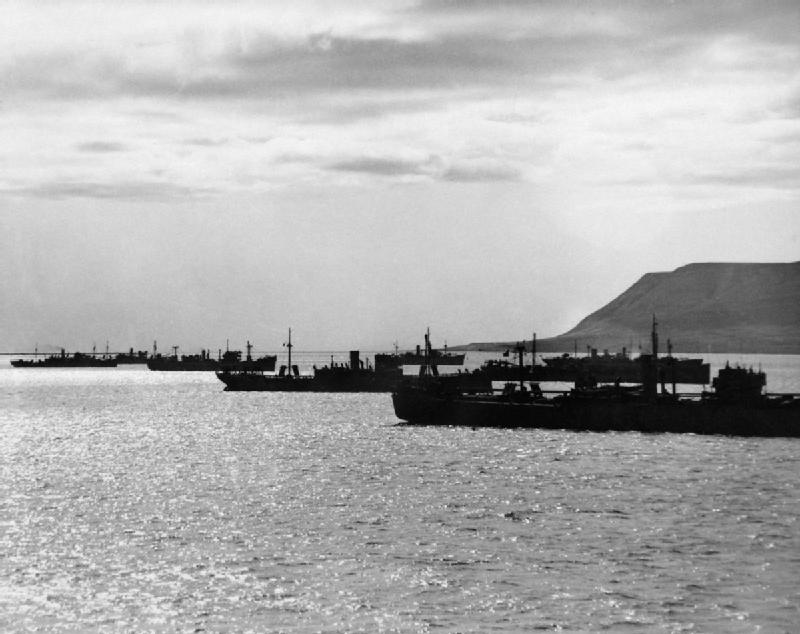
Un comboi de vaixells a la base naval aliada de Hvalfjörður, Islàndia, vist des del portaavions, maig de 1942

A mitjans de maig, el Liverpool es va unir a un grup de vaixells de guerra que havien d'escortar el Trinidad en el seu viatge de tornada a Gran Bretanya. Després de reparacions temporals a Rússia, el Trinidad va salpar el 13 de maig. El grup que incloïa el Liverpool es va posicionar a l'oest de l'illa de l'Ós, al mar de Barents, per trobar-se amb el creuer. El 14 de maig, el Trinidad va ser atacat repetidament i va ser incendiat per bombes . Els britànics van haver d'evacuar-lo i enfonsar-lo l'endemà quan el foc es va tornar incontrolable. El Liverpool i la resta del grup del contraalmirall Harold Burrough va ser atacat en el viatge de tornada. El 25 de maig, el Liverpool va començar a escortar el PQ 16, un comboi de 35 vaixells mercants amb destinació a Múrmansk, el comboi més gran realitzat fins ara en suport de la Unió Soviètica . [51] El PQ 16 tenia una protecció considerable, incloent els creuers lleugers i pesats Nigeria, el Kent i el Norfolk, i nombrosos destructors i submarins, amb cobertura llunyana proporcionada per la Home Fleet. Inevitablement, el comboi va ser atacat, començant amb una sortida el 25 de maig que va danyar el vaixell de càrrega SS Carlton. Els atacs sostinguts dels submarins i almenys 242 avions alemanys van provocar un total de set vaixells enfonsats entre el 26 i el 27 de maig. L'escorta del creuer va canviar al comboi de tornada QP 12 el 26 de maig.
El Liverpool va tornar al Mediterrani al juny per participar en l'operació Arpó, part dels combois de Malta. Mentre estava assignat a la Força W cobrint el comboi WS.19 el 14 de juny, el Liverpool i el comboi van ser atacats per almenys 38 avions de l'Eix. Van paralitzar el Liverpool i enfonsar el vaixell de càrrega holandès Tanimbar, finalment privant el comboi d'una escorta de creuers propera mentre el Kenya i el Charybdis cobrien els portaavions de la Força W quan els vaixells italians van atacar els mercaders i destructors supervivents. El torpede que va impactar al costat d'estribord del Liverpool va colpejar la sala de màquines, inundant parcialment el creuer i desactivant la seva maquinària i l'aparell de govern. Reduït a una velocitat de 4 nusos (7,4 km/h), el Liverpool va haver de ser remolcat pel destructor Antelope. Durant la resta del dia, els avions italians es van centrar al Liverpool en lloc del comboi. Abans d'arribar a Gibraltar el 17 de juny, el grup va sofrir un nou atac aeri i el Liverpool va patir danys addicionals a causa dels gairebé accidents. Per al Liverpool, les baixes de l'atac original es van registrar al registre del vaixell com 15 morts i 22 ferits. Les víctimes mortals del torpedeig s'havien quedat a la sala de màquines i s'havien vist afectades per l'exposició a la calor, requerint la distribució d'una racció addicional de rom al grup de recuperació voluntari.

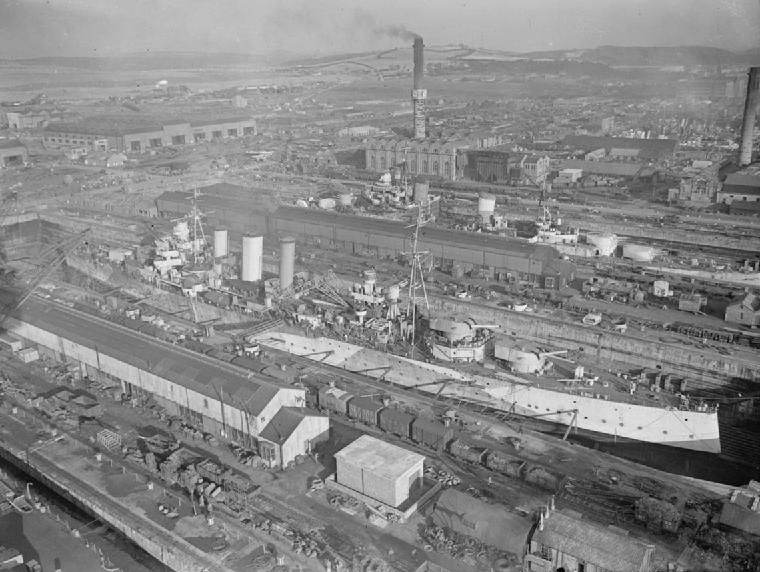
El Liverpool (de fons) al dic sec de Rosyth el 1943 al costat de (primer pla)

El Liverpool va rebre reparacions temporals a Gibraltar i va tornar a Gran Bretanya a l'agost. Encara que les reparacions a Rosyth es van completar el juliol de 1943, no s'assignaria personal suficient al Liverpool fins a finals de 1945. A Rosyth, El Liverpool va sofrir un període prolongat de reacondicionament i manteniment. El reacondicionament va millorar l'equip de radar del Liverpool, va eliminar la torreta "X" i la catapulta de l'avió, i va augmentar l'armament defensiu del creuer (que va incloure un augment a 28 pompons, en sis muntatges quàdruples i quatre individuals, set canons Bofors de 40 mm en muntures individuals i l'addició de cinc canons Oerlikon de 20 mm).

### Després de la Segona Guerra Mundial (1945–1958)
El Liverpool va tornar al servei l'octubre de 1945 per unir-se al 15è Esquadró de Creuers de la Flota del Mediterrani, en el qual va servir principalment com a vaixell insígnia L'octubre de 1946, la visita del Liverpool a Grècia va ser interrompuda per l'explosió de mines del canal de Corfú dels destructors Saumarez i Volage. Amb l'almirall Algernon Willis embarcat, el Liverpool va anar a Corfú en resposta, i va rebre breument al capità ferit de Saumarez a la badia de Corfú. L'abril de 1948, el creuer va transportar torxes olímpiques i articles relacionats en preparació per al preludi cerimonial dels Jocs Olímpics d'estiu de Londres.

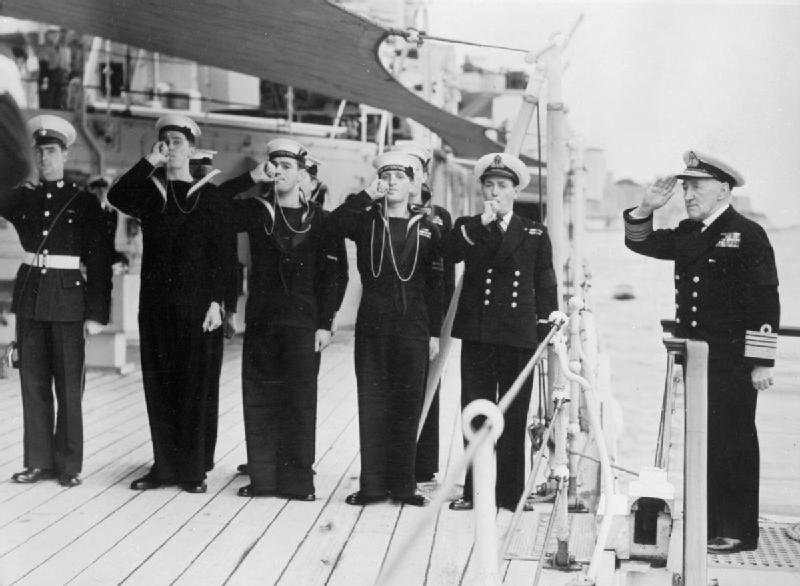
L'almirall Rhoderick McGrigor, Primer Lord del Mar, sent rebut a bord del Liverpool a La Valletta, Malta, el 1952. El creuer servia com a vaixell insígnia de la flota mediterrània.

Mentre estava atracat al port d'Alexandria el 22 de gener de 1950, el Liverpool va entretenir el rei Faruk. Amb una salutació de 21 canons pel creuer, Farouk es va reunir amb el vicealmirall Louis Mountbatten i l'ambaixador a Egipte i més tard va expressar el seu "plaure per la visita i per renovar el meu coneixement amb la Royal Navy". El setembre de 1951, el Liverpool, com a vaixell insígnia de l'almirall John Edelsten, es va convertir en el primer vaixell de guerra britànic que va visitar Iugoslàvia després de la guerra i va ser inspeccionat pel líder del país, el mariscal Tito, a la ciutat de Split. Va ser la primera visita oficial de la Royal Navy al país en 12 anys.
Després de l'abrogació del Tractat angloegipci l'octubre de 1951, la Royal Navy va enviar vaixells a Port Said després que els treballadors portuaris declaressin una vaga en protesta contra l'administració britànica de la zona del canal de Suez. Els creuers Gambia i Liverpool van assumir consecutivament la responsabilitat de les operacions dels molls, subministrant homes per substituir els treballadors no disponibles i protegir-se dels atacs de la guerrilla a les instal·lacions. Al gener, els mitjans egipcis van acusar el Liverpool de disparar les seves armes al port durant un enfrontament amb guerrillers, cosa que l'exèrcit britànic va negar amb vehemència i va atribuir una identificació errònia.
Després de la seva retirada el 1952, el Liverpool va entrar a la reserva del Portsmouth Naval Dockyard.El Liverpool es va convertir en un vaixell d'allotjament a Portsmouth i va ser utilitzat per l'Oficial Superior, Flota de Reserva i el seu personal. Es van elaborar plans integrals per a la modernització de l'HMS Liverpool. Els creuers de la classe Town van ser avaluats com a adequats per muntar tres dels nous canons bessons Mk 26 bessons de 6 polzades, mentre que els creuers més petits de la classe Fiji i Minotaur podien acomodar només dos. El HMS Belfast i el Liverpool eren els dos creuers més grans de la classe Town i es consideraven prioritaris per a la modernització a principis dels anys 50 i amb els creuers de la classe Minotaure, HMS Superb i HMS Swiftsure, eren els únics creuers heretats de guerra per als quals es va dissenyar una cobertura completa de vaixells, per modernització amb sistemes d'armes de postguerra. No obstant això, la racionalització gradual de la Royal Navy va començar de debò a la dècada de 1950 sota el Llibre Blanc de Defensa de 1957 de Duncan Sandys, i la reserva d'almenys 551 vaixells va ser abolida. Amb la completa retirada del servei dels creuers de guerra a la dècada de 1960, els papers del Liverpool i els seus contemporanis efectivament van ser substituïts pels destructors de míssils guiats de classe County i els tres creuers de la classe Tiger. El Liverpool es va vendre el 1958 per ser desballestat a Bo'Ness, Escòcia; van passar més de 12 mesos abans que el vaixell hagués estat completament desmantellat.